# Andreas Simonsen

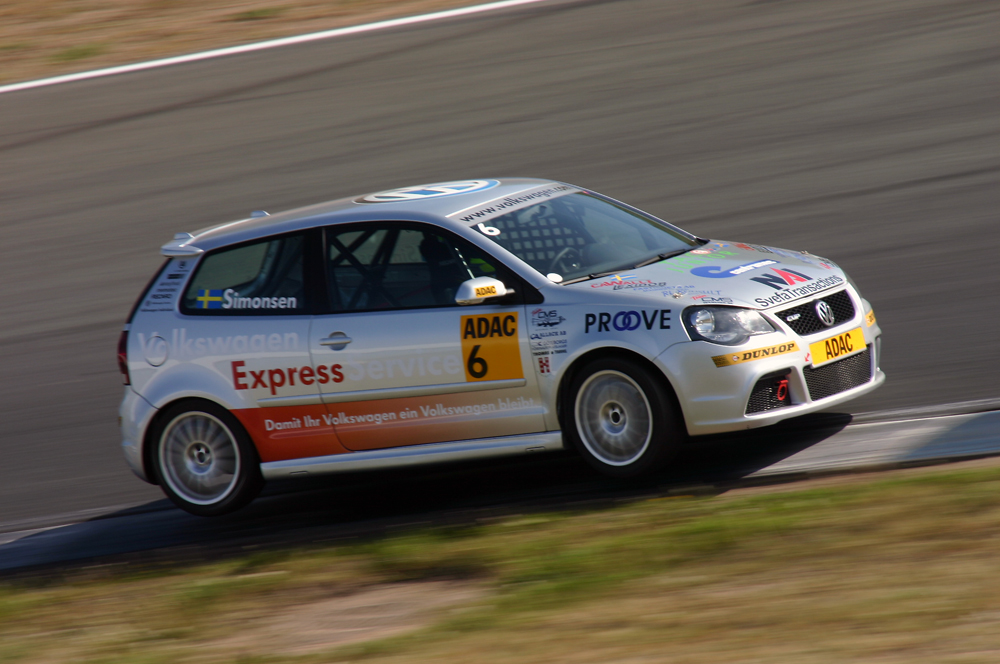
Der von Andreas Simonsen gefahrene VW Polo Cup 2007

Andreas Simonsen (* 8. Oktober 1989 in Göteborg) ist ein schwedischer Automobilrennfahrer.

## Karriere

### Kartsport
Andreas Simonsen begann seine Motorsportlaufbahn im Kartsport. Dort fuhr er von 2002 bis 2004 in schwedischen Kartserien.

### Marken- und Tourenwagensport
Danach stieg er in Markenpokalrennen ein und ging 2005 und 2006 in der Volvo S40 Challenge Schweden und in der Volvo S60 Challenge Schweden an den Start und gewann 2006 den Meistertitel in der S60-Challenge.
2007 und 2008 trat er im ADAC Volkswagen Polo Cup an und wurde im zweiten Jahr in der Rennserie Dritter. 2009 und 2010 fuhr er in der SEAT Leon Supercopa Germany für das Team Burgmann Racing Powered by Pole Promotion. Im zweiten Jahr gewann er den Markenpokal-Meistertitel.
Parallel zu den Markenwettbewerben startete er für Kristoffersson Motorsport mit einem Audi A4 2008 und 2009 in der Schwedischen Tourenwagen-Meisterschaft (STCC). Dort wurde er 2009 Siebter in der Gesamtwertung.

### GT-Motorsport
In der Saison 2011 ging er mit einem Audi R8 LMS zu drei Rennen in der Swedish GT Series an den Start und wurde zum Jahresende Sechster.
Von 2011 bis 2015 trat Simonsen für verschiedene Teams in der ADAC GT Masters an. Seine erfolgreichste Saison war 2012 zusammen mit Maximilian Buhk. Beide wurden auf einem Mercedes-Benz SLS AMG GT3 für das HEICO Junior Team 11. im Gesamtklassement.
Mit Sergei Afanassjew startete er für HTP Gravity Charouz in der FIA GT Series und gewann die Pro-Am-Wertung.
Von 2013 bis 2016 fuhr er für das Team Black Falcon in der Blancpain Endurance Series. Dort erzielte er 2014 mit dem 15. Rang in der Gesamtwertung sein bestes Ergebnis in der Serie. Daneben ging er für Zakspeed an einem Rennwochenende in der Blancpain GT Series an den Start.

### Langstreckenrennen
In seiner Karriere startete Simonsen in mehreren Langstreckenrennen. Von 2011 bis 2019 ging er beim 24-Stunden-Rennen auf dem Nürburgring an den Start. 2011 gewann er auf einem BMW M3 GT4 die SP10 GT4-Wertung. Von 2012 bis 2015 trat er in der SP9 GT3-Klasse an und wurde 2012 Dritter und 2014 Zweiter in der Klassenwertung. Ab 2016 fuhr er dort mit einem SCG 003C in der SPX-Wertung. 2016 wurde er Zweiter und in den Jahren 2018 und 2019 gewann er die SPX-Klassenwertung.
Beim 24-Stunden-Rennen von Dubai trat er von 2012 bis 2016 in der A6-Wertung an und erreichte 2012 mit dem zweiten Platz seine beste Wertung in dieser Veranstaltung.
In der Saison 2013 startete er beim 12-Stunden-Rennen von Abu Dhabi und beim 12-Stunden-Rennen von Bathurst. In Bathurst wurde er für Phoenix Racing auf einem Audi R8 LMS ultra Vierter in der Klasse-A-Wertung.